# ANA Yokohama Football Club 1987-1988
Questa voce raccoglie le informazioni riguardanti l'ANA Yokohama nelle competizioni ufficiali della stagione 1987-1988.

## Stagione
Rafforzato dall'arrivo del centrocampista argentino Néstor Piccoli, l'ANA Yokohama iniziò la stagione giungendo sino alle semifinali di Coppa di Lega, dove fu eliminato ai tiri di rigore dal Sumitomo Metal Industries: in campionato la squadra riscattò la prestazione negativa della stagione precedente ottenendo la qualificazione per il girone finale, concludendo al primo posto della graduatoria.

## Maglia e sponsor
Le divise sono prodotte dalla Puma.
| Manica sinistra · Manica sinistra · Maglietta · Maglietta · Manica destra · Manica destra · Pantaloncini · Pantaloncini · Calzettoni | Manica sinistra · Manica sinistra · Maglietta · Maglietta · Manica destra · Manica destra · Pantaloncini · Pantaloncini · Calzettoni |  |

## Rosa
| N. |                     | Ruolo | Calciatore        |
| -- | ------------------- | ----- | ----------------- |
|    | Giappone (bandiera) | P     | Koji Osawa        |
|    | Giappone (bandiera) | P     | Ryūji Ishizue     |
|    | Giappone (bandiera) | D     | Tatsuya Makiuchi  |
|    | Giappone (bandiera) | D     | Junya Morishige   |
|    | Giappone (bandiera) | D     | Naoto Hori        |
|    | Giappone (bandiera) | C     | Toshitaka Mishima |

| N. |                          | Ruolo | Calciatore         |
| -- | ------------------------ | ----- | ------------------ |
|    | Corea del Sud (bandiera) | C     | Lee Gook-Soo       |
|    | Giappone (bandiera)      | C     | Yasuharu Sorimachi |
|    | Giappone (bandiera)      | A     | Hitoshi Tomishima  |
|    | Argentina (bandiera)     | A     | Néstor Piccoli     |
|    | Giappone (bandiera)      |       | Yoshinori Kumada   |

## Statistiche

### Statistiche di squadra
| Competizione            | Punti | Totale | Totale | Totale | Totale | Totale | Totale | DR  |
| Competizione            | Punti | G      | V      | N      | P      | Gf     | Gs     | DR  |
| ----------------------- | ----- | ------ | ------ | ------ | ------ | ------ | ------ | --- |
| JSL Division 2          | 44    | 28     | 18     | 8      | 2      | 52     | 33     | +19 |
| Japan Soccer League Cup | -     | 4      | 2      | 2      | 0      | 5      | 3      | +2  |
| Totale                  |       | 32     | 20     | 10     | 2      | 57     | 36     | +21 |